# Golf von Asinara
Der Golf von Asinara ist eine große Meeresbucht an der Nordküste Sardiniens.

## Geographie
Der Golf von Asinara liegt zwischen der namensgebenden Insel Asinara im Westen, Porto Torres im Süden und der Costa Paradiso im Osten. Im Norden der Bucht liegt Korsika.

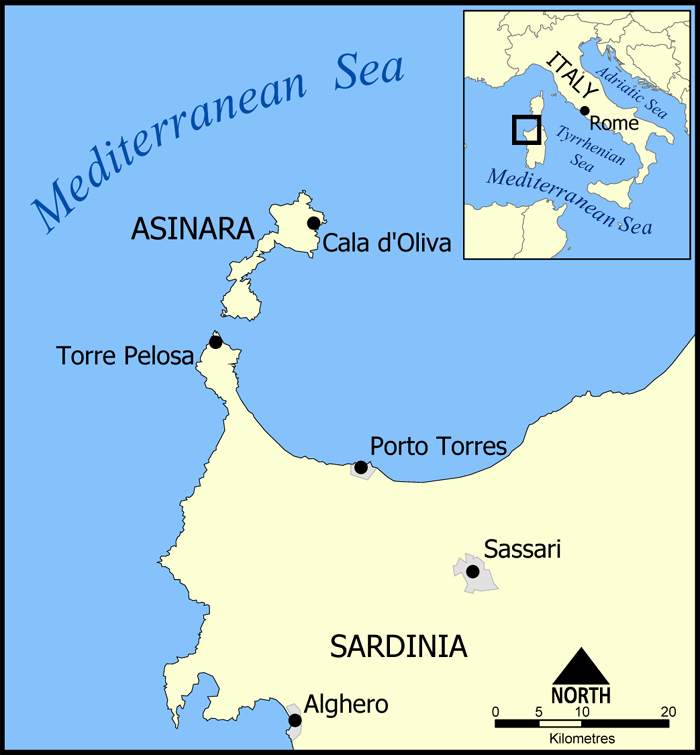
Lageplan